# Базна, Эльяс
Эльяс Базна (алб. Iliaz Bazna; 28 июля 1904, Приштина — 21 декабря 1970, Мюнхен) — агент немецкой разведки во время Второй мировой войны.

## Биография
Албанец по национальности, Базна с детских лет жил в Турции. Работал слугой у различных представителей дипломатического корпуса в Анкаре, с 1942 года был камердинером английского посла Хью Нэтчбулл-Хьюджессена. В октябре 1943 года, воспользовавшись привычкой посла забирать домой из посольства секретные документы, начал снимать с них фотокопии и предложил их атташе германского посольства в Анкаре и офицеру СД Людвигу Мойзишу — за соответствующее вознаграждение. Базна не вызвал большого доверия у германской разведки, но было принято решение попытаться с ним сотрудничать. Ему присвоили конспиративную кличку «Цицерон». Шпионская деятельность Базны продолжалась до весны 1944 года — в частности, через него был получен ряд предупреждений о бомбардировках союзников на Балканах. Эффективность использования поступавшей от Базны информации, однако, остаётся под вопросом. Немцы все время сомневались, подлинные ли документы они получают от «Цицерона», и не торопились учитывать их при принятии решений; кроме того, возможно, через него действительно поступала дезинформация британской контрразведки (в частности, о перспективе вторжения союзнических армий в Греции). Поэтому, чтобы не вводить казну рейха в напрасные расходы, «Цицерону» платили фальшивыми фунтами стерлингов (этой валюты у немцев было достаточно, см. Операция «Бернхард»).
По окончании Второй мировой войны Базна попытался открыть собственный бизнес на деньги, выплаченные Мойзишем, и выяснил, наконец, что немцы его обманули с гонораром. Сообщалось даже, что в 1961 году Базна вчинил по этому поводу иск правительству ФРГ и получил язвительный отказ. Остаток жизни бывший шпион провёл в Мюнхене, работая сторожем на автостоянке. После того, как экс-атташе Мойзиш выпустил книгу мемуаров об операции «Цицерон», Базна при поддержке британских спецслужб также написал и опубликовал воспоминания под заголовком «Я был Цицероном». Умер в Мюнхене в возрасте 66 лет и был похоронен под своим настоящем именем на мюнхенском же кладбище Перлахер Форст.

## В культуре
- По мотивам операции «Цицерон» в 1952 году в США снят кинофильм «Пять пальцев».
- Эпизод с камердинером-шпионом в доме британского посла в Турции вошел в советский фильм «Направление главного удара» (1969).
- В турецком фильме 2019 года «Цицерон» (Çiçero)[1] Базна представлен как двойной агент, поставляющий немцам дезинформацию.